# Armenisk fältsöm
Armenisk fältsöm, traditionell broderiteknik som används i Kaukasien. Som utgångspunkt för sömmen sys rader med dubbel fältsöm. Dessa träs sedan med trådar i samma eller någon avvikande färg.